# Charlie Pace
Charlie Pace – jeden z bohaterów serialu "Zagubieni". Gra go Dominic Monaghan.
Charlie jest członkiem rockowej grupy DriveSHAFT. Jest w niej najzdolniejszym muzykiem i autorem jej repertuaru. Mimo tego to jego brat, wokalista i gitarzysta postrzegany jest za lidera zespołu. Jest to dla Charliego źródłem frustracji. Drugim powodem jest dystans do życia gwiazdora. Obyczajowe ekscesy jakich jest uczestnikiem i świadkiem odpychają ciągle religijnego młodego człowieka. W czasie spowiedzi ksiądz uświadamia mu, że w gruncie rzeczy to jest to jego wybór. To uświadamia Charliemu, że jedynym sposobem wyrwania się z zaklętego kręgu jest rozwiązanie grupy i powrót do normalnego życia. Tu napotyka na opozycję brata – Liama, ostatecznie daje się przekonać i grupa kontynuuje działalność. Charlie z przerażeniem obserwuje jak brat pogłębia się w uzależnieniu od narkotyków i ostatecznie w poczuciu własnej bezsilności sam po nie sięga. Prowadzi to do stopniowej degrengolady. Grupa przestaje funkcjonować i traci kontrakt z wytwórnią płytową. Brat Charliego ostatecznie wyswabadza się z nałogu i prowadzi przykładne życie ojca młodej rodziny zamieszkując Australii. Charlie także podejmuje próby tak wyzwolenia się z nałogu, jak i powrotu do normalnego życia. Wszystkie próby jednak kończą się klęską. Także usiłowania reaktywowania grupy, ze względu na odmowę Liama, prowadzą do niczego. Charlie postanawia zostać więc muzykiem solowym. Po spotkaniu z bratem w Australii ma zamiar udać się do LA i rozpocząć pracę nad nowym albumem. Wchodzi na pokład pechowego samolotu i rozbija się na tajemniczej wyspie.
Na wyspie Charlie wchodzi do wiodącej grupy, choć nikt poważnie go nie traktuje. Zbliża się do Claire Littleton pragnąc zostać jej partnerem, staje się jej sympatią, lecz nikim więcej. Na wyspie ciągle zażywa heroinę, którą przemycił na pokład samolotu. Z nałogu pomaga mu się wyzwolić John Locke. Jakiś czas potem, gdy wydaje się już w pełni wyleczony z nałogu, znajduje na wyspie olbrzymie zapasy narkotyku we wraku rozbitej awionetki. Narkotyki znalezione przez Charliego ukryte są w gipsowych figurkach Matki Boskiej. Od tego momentu Charlie nie rozstaje się z taką figurką, budząc powszechne zdumienie tym nagłym przypływem uczuć religijnych. Zbiega się to z okresem gdy Claire zaczyna odwzajemniać jego uczucie. Charlie zostaje zdemaskowany przez Mr. Eko, gdy ten odkrywa co kryje figurka. Choć Mr. Eko niszczy wrak samolotu z ładunkiem na pokładzie, okazuje się, że Charlie już wcześniej ukrył spory zapas narkotyku w puszczy. W jednym z ostatnich odcinków II serii serialu Charlie wyrzuca w złości wszystkie figurki do oceanu.
W trzecim sezonie jesteśmy świadkami dramatycznych wydarzeń, na pierwszy rzut oka niezwiązanych z Charliem. Jeden z grupy rozbitków – Desmond Hume, wyznaje tajemnicę Charliemu, że miewa wizje o jego śmierci. Mimo jego determinacji, nadmienia, że zatrzymanie tego procesu jest niemożliwe. Mówi, że Charlie musi zginąć. Charlie wkrótce po następnych incydentach zaczyna wierzyć Desmondowi, a ten mimo poprzednich słów, nie ma odwagi, by skazać Charliego na śmierć, lecz i tak jest skazany na porażkę.
Charlie dopływa do podwodnej stacji i wchodzi do środka, gdzie zatrzymują go dwie kobiety z grupy Innych, Greta i Bonnie. Związują go i chcą dowiedzieć się od niego jak się tu znalazł. Z wody potajemnie wynurza się Desmond, który się kryje. Później z wody wynurza się Mikhail Bakunin i mówi Bonnie i Grecie że Ben kazał mu je zabić. Zabija Gretę i rani Bonnie a wtedy Desmond strzela do Mikhaila. Charlie chce się dowiedzieć od Bonnie jaki jest kod, a ta mu mówi i wtedy umiera. Charlie zapisuje go, lecz nie pozwala Desmondowi wejść do środka. Nawiązuje kontakt z jego dziewczyną Penelopą. Dowiaduje się, że Penny nic nie wie o Naomi. Wtedy z okienku pojawia się Mikhail z granatem i wyciąga zawleczkę. Charlie żeby ratować Desmonda zamyka drzwi i zalewa go woda.